# 多腺小米草
（學名：Euphrasia transmorrisonensis var. durietziana），为玄参科小米草属中玉山小米草的變種。